# 梁仲基
梁仲基（1968年5月21日—）筆名草日、蔥田，香港知名專欄漫畫家。

## 生平
梁兒時家住粉嶺馬屎埔村，父為三行工人，梁於安樂幼稚園、粉嶺公立學校渡過少年時光，小學六年級時參與「撲滅罪行海報設計比賽」並獲獎。1980年代在大埔聖公會莫壽增會督中學期間已常負責班會壁報、宣傳板設計工作或畫校刊插圖等，在就讀中三時曾與同學拍檔創作挪亞方舟內容連環圖卻未能完成；預科畢業後入讀柏立基師範學院美術系，畢業後曾於中學執教鞭三年，1999年畢業於香港中文大學藝術系，主修國畫，草日筆名源於一位他尊敬的莫姓老師的姓氏拆開而成。
1991年起經鍾偉民介紹投稿《明報》副刊「城市空間」漫畫欄，開始其專欄漫畫生涯；首個個人專欄為《明報》「狂想地帶 （页面存档备份，存于）」，後陸續在《成報》、《東方日報》、《經濟日報》、《明TEENS'》與《青雲路》等發表作品。1994年開始出版其結集的漫畫《阿三愛的茶煲》，其中《關你貓事》更在1998年獲香港中學師生選為「十大好書」之一。1999年起著作向台灣發行，並生產其角色相關產品。2005年在香港書展中公開播放首部動畫化作品《梁家婦女》。另外梁亦曾為小部份著作封面作畫，如周淑屏的《自閉症的主人與活躍症的貓 （页面存档备份，存于）》、《抱著肥豬談戀愛 （页面存档备份，存于）》，林振強《一個人在四張床上查字典 （页面存档备份，存于）》和創作短篇漫畫《漢堡包周記簿》。
其作品以漫畫化的西洋畫為主，角色性格鮮明多樣，內容多反映香港人的點滴生活、有談情說愛亦有純真的校園生活，並滲入大家關心的時事，兒童故事方面言簡意賅但不失童真，不少角色也是草日身邊的朋友經歷整理後再漫畫化所表達的形象。
草日喜歡的漫畫家有日本的手塚治虫、宮崎駿與及美國的GARY LARSON，興趣還及至國畫、西洋畫、水彩畫及素描；草日已婚，妻子叫「茵茵」，「巧合」的與其作品《普普阿三》阿三的女友一樣。

## 專欄作品簡介

### 1990年代起連載

#### 《明報》
- 《城市空間》：1991年至1992年刊於《明報》副刊。[1]
- 《求愛本能》：1992年至1993年刊於《明報》副刊。[1]
- 《普普阿三》：黑白四格漫畫，1994年至2004年12月31日載於《明報》副刊[1]；主人翁阿三為典型（普普通通）香港都市男人，有個可愛但麻煩的女友，常被這位「惡死」、「貪靚」的女友欺負和迫婚；作者認為阿三既與作者本人類似但不全是本人。主要人物有：阿三、茵茵（阿三之女友），還有其寵物漢堡包、小肥、奶油等，其後此系列結集成共十多冊連載漫畫，為草日系列之中最多者。
- 《求愛本能》：1995年至1996年刊於《明報》愛情版；結集於《求愛本能》系列作品。
- 《求愛本能》：1996年至1997年刊於《明報》愛情版[1]，與1992年之版本有所不同；結集於《求愛本能》系列作品中。
- 《漢堡包周記簿》：1997年至1998年刊於《明TEENS》[1]。
- 《非常家庭》，後期改名為《猿人都市》：1997年至1998年刊於《明報》副刊[1]。

#### 《成報》
- 《四個女子小故事》：1994年至1996年連載於《成報》副刊[1]「行雲版」作品，透過小慧、小甄、小珊、小翠、Alice五位不同代表之女性，描寫其感情世界，後結集為單行本發行，即小女子漫畫系列。
- 《快樂伊甸園》：1996年至1997年刊於《成報》副刊[1]「行雲版」，以「天神」（上司）和「小魔怪」（下屬）為主角，以詼諧角度描寫辦公室政治及人際關係；後結集成單行本《辦公室天國》發行。
- 《梁家婦女》：1997年至2002年刊於《成報》副刊[1]「行雲版」，直至2002年8月《成報》副刊取消行雲版為止。後結集為單行本發行，即「梁家婦女」漫畫系列。

#### 《東方日報》
- 《非人生活 （页面存档备份，存于）》[1]：彩色一格（帶一、兩行文字說明），1998年至2007年連載於《東方日報》副刊「星相玄機」版內（之前為「聊天網絡」版內），意念源自Gary Larson作品《The Far Side （页面存档备份，存于）》，諷刺社會倫理與人生百態。結集於《猿人都市》系列作品中。

#### 《一本便利》
- 《辦公室通勝》：1996年至1999年刊於《一本便利 -- 青雲路》[1]。結集於《辦公室通勝》單行本。

### 2000年代起連載

#### 《明報》
- 《安安》[1]：黑白，2005年1月7日至2007年載於《明報》副刊，前期為四格漫畫，2006年初起因副刊改版變為三格漫畫。漫畫主要描寫幼稚園高班學生安安在學生活與家中遭遇，並帶出社會對小朋友的期望與小朋友眼睛看社會的落差。主要人物有：安安、樂樂（安之弟），安安爸、媽和祖父母；不惜一切爭取小一考入名校的書蟲高材生Stephen等。2006年4月底曾借用現代角度演繹民間故事（如《二十四孝》系列），借古諷今；結集成《ON ON》出版。
- 《Peter爸 & Mary》，2008年改名為《E+校園》：2007年至2011年載於《明報》副刊；結集成《E+校園》出版。

### 2010年代起連載

#### 《明報》
- 《喵喵咪咪麼》：2012年起每天載於《明報》副刊。
- 《一代衝師MISS TANK!》：彩色，2012年9月起載於《明報》「教得樂」版。

## 草日漫畫作品

### 普普阿三(復刻版)
- 《亞三愛的茶煲》壹出版有限公司1994年初版，ISBN 962-577-037-2
- 《普普阿三》一個男女老幼輕鬆小劇場，壹出版有限公司1995年5月出版，ISBN 962-577-069-0
- 《阿三愛的茶煲》復刻版，2001年7月初版，ISBN 962-8709-11-9
- 《普普阿三》復刻版，2002年7月初版，ISBN 962-8709-21-6

### 其他精選系列
- 《草日漫畫格格》壹出版有限公司1995年初版，ISBN 962-577-049-6
- 《漢堡包周記簿之係貓唔係》1998年1月初版、再版，ISBN 962-85220-1-9
- 《愛我嗎》2000年7月初版，ISBN 962-8709-06-9

### 阿三漫畫系列
- 《天花板上的貓與人》萬信出版有限公司1995年10月初版，ISBN 962-903-00001
- 《關你貓事》萬信出版有限公司1996年7月初版，ISBN 962-903-003-9；1998年12月起再版（二、三、四版），ISBN 962-85220-7-8
- 《三宅一貓》1998年7月初版，ISBN 962-85220-4-3
- 《貓の良品》1999年7月初版，ISBN 962-85220-8-6
- 《一貓之主》1999年7月初版，ISBN 962-8709-02-X
- 《貓嚟貓去》2000年7月初版，ISBN 962-8709-03-8
- 《貓３貓４》2001年7月初版，ISBN 962-8709-09-7
- 《懶貓閑人》2002年3月初版，ISBN 962-8709-17-8
- 《好天放貓》2002年7月初版，ISBN 962-8709-18-6
- 《開門見貓》2003年7月初版，ISBN 962-8709-23-2
- 《逢貓必玩》2003年7月初版，ISBN 962-8709-24-x
- 《自由之貓》2004年7月初版，ISBN 962-8709-28-3
- 《武林至貓》2004年7月初版，ISBN 962-8709-29-1
- 《聯貓結黨》2005年7月初版，ISBN 962-8709-32-1

### 小女子系列
- 《愛情WASABI》萬信出版有限公司1996年6月初版，ISBN 962-903-002-0
- 《愛情UFO》萬信出版有限公司1997年7月初版，ISBN 962-903-006-3
- 《愛情WASABI（復刻版）》2001年7月初版，ISBN 962-8709-12-7
- 《愛情UFO（復刻版）》2001年7月初版，ISBN 962-8709-13-5
- 《愛情DEADLINE》2001年7月初版，ISBN 962-8709-14-3
- 《單身嗆女郎》（台版愛情WASABI），台灣高寶（希代）國際1999年8月初版，ISBN 9578116594

### 求愛本能系列
- 《求愛本能Love Instinct》BIG BIRD STUDIO 1998年4月初版，ISBN 962-85220-2-7
- 《求愛本能Love Instinct Vol.2》BIG BIRD STUDIO 1998年7月初版，ISBN 962-85220-6-X
- 《求愛本能Love Instinct Vol.3》BIG BIRD STUDIO 1999年7月初版，ISBN 962-8709-01-1
- 《求愛本能Love Instinct》Mr. Jones譯，台灣高寶（希代）國際1999年2月15日初版，ISBN 9578114427
- 《求愛本能Love Instinct Vol.2》Mr. Jones譯，台灣高寶（希代）國際1999年3月15日初版，ISBN 9578114923
- 《求愛本能Love Instinct Vol.3》Mr. Jones譯，台灣高寶（希代）國際2000年1月初版，ISBN 9578118481

### 梁家婦女系列
- 《梁家婦女之壹》1998年7月初版，ISBN 962-85220-5-1
- 《梁家婦女之貳》1999年7月初版，ISBN 962-85220-9-4
- 《梁家婦女之參》2000年7月初版，ISBN 962-8709-04-6
- 《梁家婦女之肆》2001年1月初版，ISBN 962-8709-08-9
- 《梁家婦女之伍》2001年7月初版，ISBN 962-8709-10-1
- 《梁家婦女之陸》2002年7月初版，ISBN 962-8709-19-4
- 《梁家婦女之柒》2002年7月初版，ISBN 962-8709-20-8
- 《梁家婦女之捌》2003年7月初版，ISBN 962-8709-25-9
- 《梁家婦女之玖完結篇》2003年7月初版，ISBN 962-8709-26-7

- 《梁家婦女[新修訂版]之壹》格子有限公司2018年7月初版，ISBN 978-988-79094-0-8
- 《梁家婦女[新修訂版]之貳》格子有限公司2018年7月初版，ISBN 978-988-79094-1-5
- 《梁家婦女[新修訂版]之參》格子有限公司2019年7月初版，ISBN 978-988-79094-7-7
- 《梁家婦女[新修訂版]之肆》格子有限公司2019年7月初版，ISBN 978-988-79094-8-4

### 辦公室系列
- 《辦公室通勝》2000年7月初版，ISBN 962-8709-07-1
- 《辦公室天國》2001年7月初版，ISBN 962-8709-15-1

### 猿人都市系列
- 《猿人都市》2004年7月初版，ISBN 962-8709-30-5
- 《猿人都市Ⅱ》2005年7月初版，ISBN 962-8709-33-X
- 《猿人都市Ⅲ》2006年7月初版，ISBN 962-8709-35-6
- 《猿人都市IV》2007年7月初版，ISBN 978-962-8709-40-3
- 《猿人都市V》2007年7月初版，ISBN 978-962-8709-41-X

### 安安系列
- 《ON ON 1》2005年7月初版，ISBN 962-8709-34-4
- 《ON ON 2》2006年7月初版，ISBN 962-8709-36-4
- 《ON ON 3》2006年7月初版，ISBN 962-8709-37-2
- 《ON ON 4》2007年7月初版，ISBN 978-962-8709-38-x
- 《ON ON 5》2007年7月初版，ISBN 978-962-8709-39-7

### E+校園系列
- 《E+校園01》2008年7月初版，ISBN 962-8709-42-9
- 《E+校園02》2008年7月初版，ISBN 962-8709-43-7
- 《E+校園03》2009年7月初版，ISBN 962-8709-44-5
- 《E+校園04》2009年7月初版，ISBN 962-8709-45-3
- 《E+校園05》2010年7月初版，ISBN 978-962-8709-46-5
- 《E+校園06》2010年7月初版，ISBN 978-962-8709-47-2

### 貓貓看天下系列
- 《貓貓看天下第1話》2010年7月初版，ISBN 978-962-8709-48-9

以上沒注明者皆為DIRECT CONCEPT INT'L LTD或BIG BIRD STUDIO出版。
系列依該系列首本出版時間排序

### 土製漫畫系列
- 《草草貓事》三聯書店2013年7月初版，ISBN 978-962-0434-18-1
- 《貓貓咪咪麼》三聯書店2013年12月初版，ISBN 978-962-0435-25-6
- 《貓貓圓圓正好眠》三聯書店2014年7月初版，ISBN 978-962-04-3623-9
- 《貓貓不吃空心包》[4]三聯書店2015年2月初版，ISBN 978-962-04-3735-9
- 《說故事的貓》三聯書店2015年11月初版，ISBN 978-962-04-3833-2
- 《好奇笑死貓》三聯書店2016年7月初版，ISBN 978-962-04-3956-8
- 《貓一般的隊友》三聯書店2017年7月初版，ISBN 978-962-04-4174-5
- 《夜孖孖劇場》三聯書店2017年8月初版，ISBN 978-962-04-3966-7
- 《一代衝師》三聯書店2018年4月初版，ISBN 978-962-04-4321-3
- 《貓匿陀佛》三聯書店2018年7月初版，ISBN 978-962-04-4360-2
- 《做隻Copy Cat》三聯書店2019年4月初版，ISBN 978-962-04-4470-8
- 《十分[ ]的貓》三聯書店2019年7月初版，ISBN 978-962-04-4494-4

### 格子有限公司出版
草日漫畫系列
草日老師低低B（2020）
ISBN 978-988-79928-0-6
惡疫退散吧！(2021)
ISBN 978-988-79928-6-8
港漫無敵(2022)
ISBN 978-988-76334-0-2
我細細個已經睇草日漫畫(2022)
ISBN 978-988-76334-1-9
花生友漫畫(2022)
ISBN 978-988-76334-3-3
死佬的主角光環(2023)
ISBN 978-988-76334-4-0
別跟壓力MMA(2023)
ISBN 978-988-76334-5-7
百貓夜行(2024)
ISBN 978-988-76335-7-0
我不是河馬(2025)
路邊貓貓不理睬(2025)
梁家婦女系列
梁家婦女新修訂版之壹(2018)
ISBN 978-988-79094-0-8
梁家婦女新修訂版之貳(2018)
ISBN 978-988-79094-1-5
梁家婦女新修訂版之叁(2019)
ISBN 978-988-79094-7-7
梁家婦女新修訂版之肆(2019)
ISBN 978-988-79094-8-4

春十二物語(2020)
ISBN 978-988-79928-3-7
小小怪異集系列
小小怪異集(2020)
ISBN 978-988-79928-0-6
小小怪異集2(2021)
ISBN 978-988-79928-5-1

### 薄裝漫畫
- 《大食貓王爭霸戰(上)》格子有限公司2019年5月4日初版，ISBN 978-988-79094-5-3
- 《大食貓王爭霸戰(下)》格子有限公司2021年7日初版，ISBN 978-988-79928-1-3

### 草日其他作品
- 政府刊物禁毒漫畫 - 毒闖校園(2011)
- 基督教香港信義會刊物插圖 - 菠蘿山下的故事 (2011)

## 草日動畫作品

### 梁家婦女動畫
梁家婦女動畫（英文名為：Leung's Saga）由大鳥創作室及廣州奧飛文化傳播共同製作。全套動畫一共為26集，每集片長約為25分鐘。2010年起在中國內地電視台播放（國語版本），同年7月在香港正式推出廣東話版本DVD合輯。動畫主題曲名為《一家之主 （页面存档备份，存于）》，由AOA主唱。片尾曲名為《媽媽 （页面存档备份，存于）》，由何晶晶主唱。

#### 各集動畫標題
| 集數 | 香港原版標題     | 國內版標題 |
| ---- | ---------------- | ---------- |
| 1    | 梁家婦女做大騷   |            |
| 2    | 金牌師奶         |            |
| 3    | 多多戀曲         |            |
| 4    | 街市霸王         |            |
| 5    | 纖體風雲         |            |
| 6    | 你是我的偶像     |            |
| 7    | A貨家長          |            |
| 8    | 捉賊記           |            |
| 9    | 貓哥正傳         |            |
| 10   | 媽媽上電視       |            |
| 11   | 難得有情男       |            |
| 12   | 遊戲之王         |            |
| 13   | 麻鷹捉雞仔       |            |
| 14   | 虛擬記憶         |            |
| 15   | 傑出學生         |            |
| 16   | 行山奇遇記       |            |
| 17   | 神探梁粉水       |            |
| 18   | 誰來救媽媽       |            |
| 19   | 愛麗斯的童話世界 |            |
| 20   | 校園哈哈片       |            |
| 21   | 小鱷魚 大事件    |            |
| 22   | 校園打擂台       |            |
| 23   | 熱血超人         |            |
| 24   | 熱情的非洲       |            |
| 25   | 天變下的戀人     |            |
| 26   | 包公夜審閻王殿   |            |

### 香港教育大學中文動畫系列
賽馬會「看動畫、讀名篇、識古文」系列（2018~2024）
小魚字游樂（粵語1~24集）
https://youtube.com/playlist?list=PLVQtFr_2AmTS97UMPWMS236aa4cYwBVV5&si=ou9Nq9Yl6cIq85je （页面存档备份，存于）
小魚字游樂（普通話1~24集）
https://youtube.com/playlist?list=PLVQtFr_2AmTQJgEPA4R1qpdoYtF-cGDEK&si=eDPfWwId0A66joWO （页面存档备份，存于）
小魚字游樂（英語1~24集）
待補
小魚的古文時光機（粵語1~24集）
https://youtube.com/playlist?list=PLVQtFr_2AmTQo6USFBQTpvs2S8OMT_Uox&si=n_NHAV0IepeWWmCT （页面存档备份，存于）
小魚的古文時光機（普通話1~24集）
待補
小魚的古文時光機（英語1~24集）
待補

賽馬會惜水識河計劃-童「畫」水故事：水遊記（2021）
Children Water Tales:A Journey to the Stream
https://youtube.com/watch?v=EYF8hz1SVFE&feature=shared （页面存档备份，存于）
JCECC賽馬會安寧頌計劃
最後的祝福 • 最好的禮物（2024）
https://youtube.com/watch?v=JsXwnB-cf2Q （页面存档备份，存于）

### 猫猫看天下動畫
2009年完成動畫初稿，只有一集毛片，暫未決定何時發佈。

## 外部連結
- 草日漫畫 （页面存档备份，存于） Facebook 專頁
- 草日漫畫陳列室 （页面存档备份，存于） 由科湯所設計，介紹草日漫畫的網頁
- 《大學線》第二期專訪 （页面存档备份，存于），1995年12月
- 阿三背後的男人　《明報》校園記者2001年4月訪問
- 《一家之主》動畫MV （页面存档备份，存于） 梁家婦女動畫主題曲，由AOA主唱
- 《媽媽》動畫MV （页面存档备份，存于） 梁家婦女動畫片尾曲，由何晶晶主唱